# Halvdan Sivertsen
Pour les articles homonymes, voir Sivertsen.
Halvdan Sivertsen, né le 5 janvier 1950 à Tromsø, est un auteur-compositeur-interprète et guitariste norvégien. Il a gagné cinq Spellemannprisen, deux fois avec son groupe Gitarkameratene et reçu le Prix culturel du Comté de Nordland en 2000. Son album Kjærlighetslandet a atteint la huitième place de la charte musical norvégienne.
La Société norvégienne des auteurs-compositeurs lui ont accordé le titre de texte de l'année en 2010 accompagné d'une subvention de 25 000 Couronne norvégienne pour sa chanson Dødsbra dop, une critique envers les soldats norvégiens en Afghanistan et les politiciens norvégiens,.
Il est né à Tromsø, mais a grandi et vit à Bodø.

## Discographie

### Album
- Halvdan 23 1/2 år (1973)
- Utsikt minus innsikt gir tilnærmet blindhet fra toppen av pyramiden (1975)
- Nordaførr (1979)
- Liv laga (1981)
- Amerika (1985)
- Ny og naken (1987)
- "Førr ei dame" (1989)
- Hilsen Halvdan (1991)
- Kjærlighetslandet (1995)
- Helt Halvdan (1996)
- Tvil, håp og kjærlighet (2001)
- Frelsesearmeens Juleplate (2003)
- 40+ (2005)
- Mellom oss (2008)
- Gjør det så gjerne (2012)

### Singles
- "Gladiatorglimt (ode til Bodø Glimt)" / "Syng sjøl" (1976) avec Terje Nilsen sous le nom de Halvdan og den gule fare
- "Hvis du vil ha mæ" (1995)
- "Aldri så nær som da" (1996)
- "Pus har løpetid" (1996)
- "Bli med mæ dit" (2008)
- "Venta på toget" (2008)
- "Ola Diger" (2008)
- "Twisted Little Star" (2012)
- "Lonesome Traveller" (2012)

#### AvecGitarkameratene
- "Gitarkameratene" (1989)
- "Typisk norsk" (1990)